# (506479) 2003 HB57
(506479) 2003 HB57, também escrito como (506479) 2003 HB57, é um corpo menor que está localizado no disco disperso, uma região do Sistema Solar. Ele possui uma magnitude absoluta de 7,4 e tem um diâmetro estimado com cerca de 146 km.

## Descoberta
(506479) 2003 HB57 foi descoberto no dia 26 de abril de 2003.

## Órbita
A órbita de (506479) 2003 HB57 tem uma excentricidade de 0,767 e possui um semieixo maior de 164 UA. O seu periélio leva o mesmo a uma distância de 38,090 UA em relação ao Sol e seu afélio a 289 UA.